# Episodi di Squadra Speciale Colonia (quarta stagione)
La quarta stagione della serie televisiva Squadra speciale Colonia è stata trasmessa tra il 20 dicembre 2005 e il 18 aprile 2006 sul canale tedesco ZDF.
| N° | Titolo originale           | Titolo in italiano | Prima TV Germania | Prima TV Italia |
| -- | -------------------------- | ------------------ | ----------------- | --------------- |
| 1  | Der letzte Kunde           |                    | 20 dicembre 2005  |                 |
| 2  | Santa Mortale              |                    | 27 dicembre 2005  |                 |
| 3  | Der Minigolfkrieg          |                    | 3 gennaio 2006    |                 |
| 4  | Der Heckenschütze          |                    | 10 gennaio 2006   |                 |
| 5  | Der Doppelfehler           |                    | 17 gennaio 2006   |                 |
| 6  | Späte Liebe                |                    | 24 gennaio 2006   |                 |
| 7  | Amnesie                    |                    | 31 gennaio 2006   |                 |
| 8  | Die Rache der Elfen        |                    | 7 febbraio 2006   |                 |
| 9  | Allein unter Nachbarn      |                    | 21 febbraio 2006  |                 |
| 10 | Kalte Küche                |                    | 28 febbraio 2006  |                 |
| 11 | Eine Leiche zum Frühstück  |                    | 7 marzo 2006      |                 |
| 12 | Letzte Ausfahrt Chorweiler |                    | 14 marzo 2006     |                 |
| 13 | Falsches Spiel             |                    | 21 marzo 2006     |                 |
| 14 | Bei Gutachten Mord         |                    | 28 marzo 2006     |                 |
| 15 | Der Tote im Wald           |                    | 4 aprile 2006     |                 |
| 16 | Die Spur des Jägers        |                    | 11 aprile 2006    |                 |
| 17 | Alles auf Sieg             |                    | 18 aprile 2006    |                 |